# Hanan Al Hroub
Hanan Al Hroub est une enseignante palestinienne qui a été lauréate en 2016 du prix mondial de l'enseignement, dédié à un enseignant qui a eu un apport majeur à la profession. Al Hroub a été récompensée pour sa méthode de soutien par le jeu aux enfants traumatisés par la violence.

## Biographie

### Carrière
Elle est née en 1972 dans le camp de réfugiés palestiniens de Dheisheh près de Bethléem. Elle a étudié dans les écoles de l'Office de secours et de travaux des Nations unies pour les réfugiés de Palestine dans le Proche-Orient (UNRWA) dont elle a loué la qualité d'éducation. Elle étudiait l'anglais à l'université et voulait devenir traductrice. Elle a décidé de travailler dans l'éducation après que ses jumeaux de 9 ans et son fils de 6 ans se soient fait tirer dessus par des soldats israéliens en octobre au début de l'Intifada d'Al-Aqsa.
Durant sa vie, elle a côtoyé un environnement de violence. Ses propres enfants ont été traumatisés par une fusillade au cours de laquelle son mari a été abattu dans sa voiture à un poste de contrôle de l'armée israélienne. C'est dans ce cadre qu'elle a développé sa méthode d'enseignement basée sur l'apprentissage par le jeu et la création d'un espace où les enfants se sentaient en sécurité. Cette méthode lui a valu de gagner le Global Teacher Prize en 2016.

### Méthode développée
Elle a personnellement développé une méthode spécialisé qui utilise le jeu et vise à résoudre la violence et la tension. Elle a dit que lorsqu'elle a commencé à enseigner, « la violence que les enfants voyaient dans les rues, ils la transportaient dans la salle de classe », mais qu'après quelques mois, leurs comportements et leurs attitudes se sont considérablement améliorés.

### Prix mondial des enseignants
En mars 2016, Al Hroub était la deuxième personne à gagner le prix mondial des enseignants de 1 million de dollars,. Le «Forum mondial sur l'éducation et les compétences», qui dépend de la Varkey Foundation (en), présente le prix annuel et le prix d'Al Hroub a été commémoré dans un message vidéo du pape François. La gagnante en 2015 était l'enseignante américaine Nancie Atwell.
Al Hroub a ensuite présenté ses idées dans plusieurs conférences comme en Finlande à la suite d'une invitation officielle ou à Harvard. Elle a publié ses idées dans un livre intitulé We Play We Learn.

### Famille
Elle a 5 enfants. Son mari, Omar, a passé 10 ans dans une prison israélienne après avoir été inculpé de complicité dans une attaque meurtrière en 1980. À sa libération, Omar al-Hroub a approuvé l'accord de paix intérimaire d'Oslo de 1993 avec Israël et la solution à deux États. Il a ensuite été vice-ministre du Cabinet auprès de l'Autorité palestinienne. La Varkey Foundation (en) a déclaré que « le processus de jugement examine uniquement les qualités et les réalisations des candidats eux-mêmes ».